# Potsdam Institute for Climate Impact Research

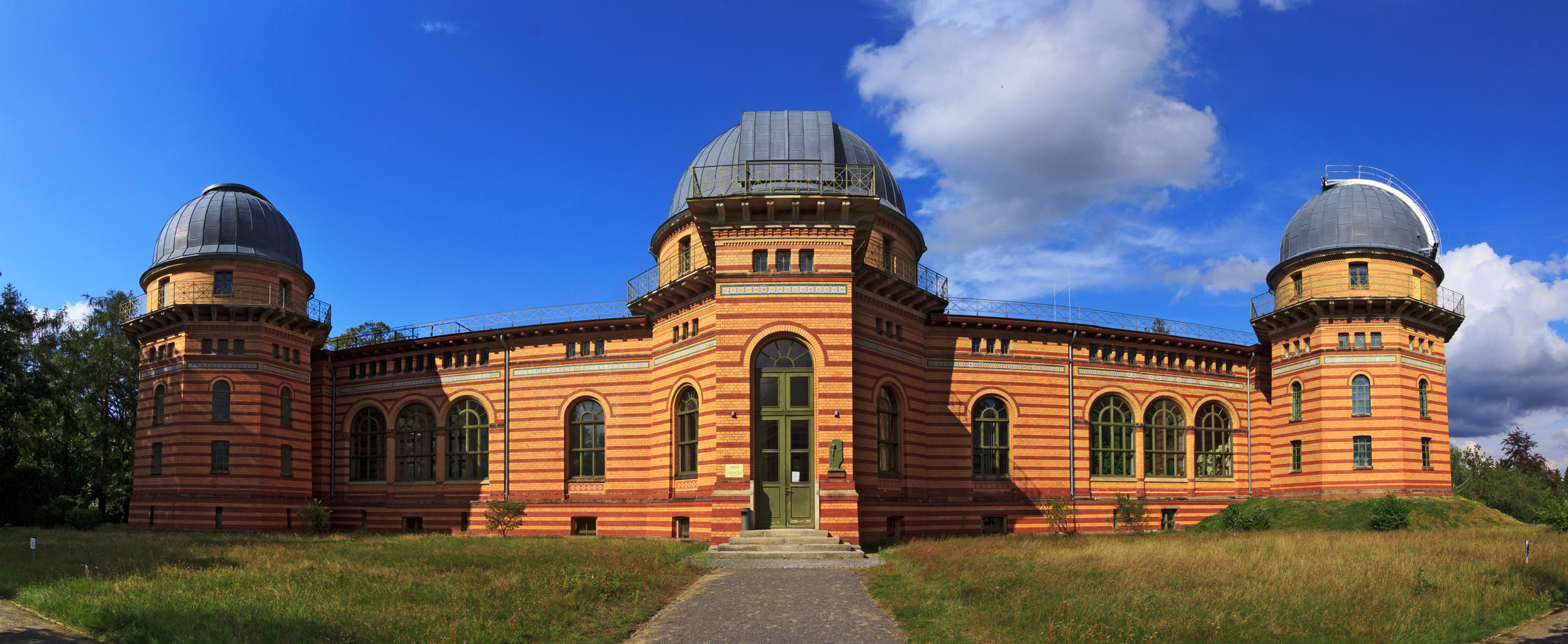
Potsdam Institute for Climate Impact Research är en del av Albert Einstein Science Park och huserar i det gamla astrofysiska observatoriet i Potsdam.

Potsdam Institute for Climate Impact Research (PIK, tyska: Potsdam-Institut für Klimafolgenforschung) är ett tyskt statligt finansierat forskningsinstitut som tar upp viktiga vetenskapliga frågor inom områdena globala förändringar, klimatpåverkan och hållbar utveckling. 
PIK är rankad bland de bästa tankesmedjorna om miljön i världen. Det är en av de ledande forskningsinstitutionerna och en del av ett globalt nätverk av vetenskapliga och akademiska institutioner som arbetar med frågor om globala miljöförändringar. 

## Historia
PIK grundades 1992 av Hans Joachim Schellnhuber, som blev institutets första chef. 2018 ersattes han av två gemensamma chefer – den tidigare biträdande direktören Ottmar Edenhofer, och Johan Rockström från Stockholm Resilience Center.
Cirka 400 personer arbetar på institutet som ligger på Potsdams historiska Telegrafenberg.  